# Atenulf al IV-lea de Benevento
Atenulf al IV-lea a fost fiul principelui longobard Pandulf al III-lea de Benevento.
În anul 1040, principatul longobard de Benevento  se bucura încă de prestigiul de a fi fost prima formațiune statală independentă a longobarzilor din Italia de sud. Atunci când longobardul Arduin, numit chiar de către bizantini în funcția de topoterites de Melfi, iar mercenarii normanzi ai acestuia s-au răsculat împotriva autorității bizantine, liderul întregii răscoale a devenit chiar principele de Benevento, Atenulf.
După asasinarea catepanului bizantin Nikefor Doukeianos, normanzii plănuiau alegerea unui conducător din rândul lor, însă, după cum consemnază cronicarul Guglielmo de Apulia, Atenulf le-ar fi acordat normanzilor aur și argint, astfel încât aceștia au căzut de acord să treacă sub comanda sa.
În data de 3 septembrie 1041, răsculații l-au înfrânt pe noul catepan bizantin, Exaugustus Boioannes, fiul celebrului general Vasile Boioannes, și l-au luat prizonier, ducându-l la Benevento. Cam tot în aceeași vreme, principele de Salerno, Guaimar al IV-lea, a început să îi atragă pe normanzi de partea sa. În februarie 1042, simțindu-se abandonat și probabil mituit de către greci, Atenulf a negociat răscumpărarea lui Exaugustus Boioannes, după care a fugit cu banii pentru răscumpărare în teritoriul aflat sub stăpânirea bizantinilor, unde a murit în uitare. Conducerea răscoalei antibizantine a fost preluată de către Argyrus.